# Lazare Ponticelli
Lazare Ponticelli (en italien : Lazzaro Ponticelli), né le 7 décembre 1897 à Bettola en Italie et mort le 12 mars 2008 au Kremlin-Bicêtre en France, était officiellement le dernier vétéran français et italien de la Première Guerre mondiale après la mort de Louis de Cazenave le 20 janvier 2008. Doyen des Français, il est aussi le neuvième homme de nationalité française à entrer dans la liste des supercentenaires.

## Biographie

### Enfance et départ en France
Lazare Ponticelli est né à Cordani, un petit village du nord de l'Italie dans la province de Plaisance en Émilie-Romagne le 7 décembre 1897 (il aurait été déclaré à la mairie le 24 décembre 1897).
Il grandit dans une famille très pauvre de sept enfants qui vit à Cordani, un village de montagne. Son père travaille sur les foires et est aussi à l'occasion menuisier et cordonnier. Sa mère cultive le lopin de terre familial et trois fois par an descend travailler comme journalière dans les rizières de la plaine du Pô. Sa mère part en France pour essayer de gagner plus d'argent alors que son fils Lazare n'a que deux ans. Son père et son frère aîné meurent brutalement quelque temps après. Le reste de la famille décide alors de tenter aussi sa chance à Paris et laisse le petit Lazare chez des voisins.
L'enfant commence à travailler dès l'âge de six ans, capturant des volatiles et fabriquant des sabots. Il utilise l'argent gagné pour prendre le train et se rendre à Paris qu'il considère comme « le paradis ». Ne sachant pas si ses économies sont suffisantes pour acheter un billet Piacenza-Paris, il décide de courir derrière le train jusqu'à la frontière française, avec ses sabots sur l'épaule pour ne pas les abîmer. Il débarque Gare de Lyon, en 1906 à 9 ans, sans savoir ni lire, ni écrire, ni parler français.
En France, il reste trois jours et trois nuits dans la gare, jusqu'à ce qu'un chef de gare le remarque. Celui-ci tente de l'interroger sur sa présence en cet endroit, mais Lazare, ne connaissant pas le français, ne peut que lui répéter le nom d'un bistrotier, point de passage des Italiens de son village travaillant à Paris et dont on lui a parlé avant son départ. Par chance, le chef de gare reconnait le nom et le conduit chez le cafetier dont la femme le prend sous son aile.
Il commence à travailler comme ramoneur à Nogent-sur-Marne, où réside une importante communauté italienne, puis devient crieur de journaux à Paris. Il garde d'ailleurs un souvenir vif du jour de la mort de Jean Jaurès le 31 juillet 1914, car, à cette occasion, les gens s'arrachent ses journaux place de la Bastille. Il travaille également comme coursier pour Marie Curie.

### Première Guerre mondiale
Pour un article plus général, voir Première Guerre mondiale.
Dès le début de la Première Guerre mondiale, en trichant sur son âge, il s'engage dans le 4e régiment de marche du 1er régiment étranger, le régiment « Garibaldien » constitué majoritairement d'Italiens et dont l'encadrement français provient du 1er régiment étranger de Sidi bel Abbès. Il retrouve d'ailleurs l'un de ses frères, Célestin, et est envoyé sur le front à Soissons. Il participe aux combats dans l'Argonne.
En mai 1915, il se trouve près de Verdun, lorsqu'il est démobilisé. En effet, avec l'entrée en guerre de l'Italie, il doit rejoindre l'armée italienne. Refusant de quitter l'uniforme français, c'est accompagné de deux gendarmes qu'il est amené à Turin. Il est enrôlé dans le 3e régiment de chasseurs alpins, les Alpini, et combat les Autrichiens dans les Dolomites.

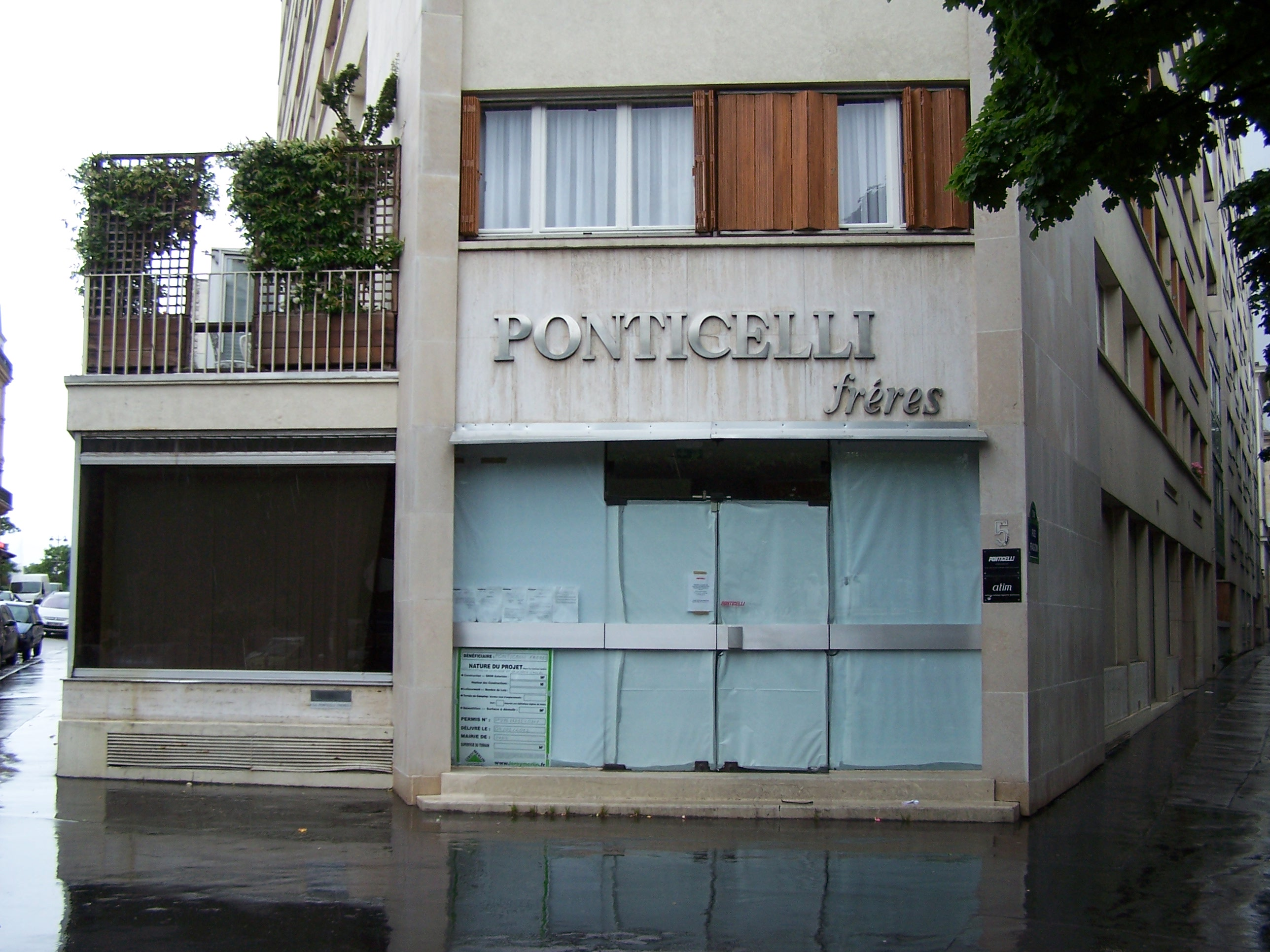
Siège de l'entreprise Ponticelli Frères, place des Alpes, à Paris.

Il connaît alors les fraternisations entre troupes autrichiennes et italiennes (beaucoup d'Alpini des Dolomites parlent l'allemand). Sa compagnie est sanctionnée par l'État-major, traduite en conseil de guerre et envoyée dans une zone de combats plus rude, à Caporetto au Monte Colovrat en Slovénie. Chargé d'une mitrailleuse, il est blessé sérieusement à la joue par un éclat d'obus lors d'une sanglante offensive italienne contre les positions ennemies. Il est opéré sur place à vif et envoyé en convalescence à Naples. Il retourne au front en 1918 à Monte Grappa, lors de la bataille décisive de Vittorio Veneto où il est confronté aux attaques au gaz qui tuent des centaines de ses camarades : 

« Des hommes, touchés par les gaz, gonflaient et mouraient par paquets. Ceux qui arrivaient derrière étaient obligés de leur marcher dessus. Les corps éclataient comme des ballons… »

C'est là qu'il apprend la signature de l'armistice. Démobilisé et de retour en France en 1920, il fonde avec ses deux frères, Céleste et Bonfils, Ponticelli Frères, une société de fumisterie. Cette entreprise devient une petite multinationale assez connue dans le domaine de la construction et de la maintenance industrielle, principalement dans le pétrole et le nucléaire.

### Seconde Guerre mondiale
Pour un article plus général, voir Seconde Guerre mondiale.
En 1939, au déclenchement de la Seconde Guerre mondiale, Lazare demande et obtient la nationalité française. Il s'engage au 3e bureau du département de la Seine. Mais jugé trop vieux pour le service actif, il est renvoyé à son entreprise où l'on estime que ses services seront plus profitables à l'effort de guerre. Il évacue cette dernière en zone sud non occupée par les Allemands. Lors de l'occupation de cette dernière en 1942, il retourne à Paris et s'engage dans la Résistance. Il prend sa retraite en 1960.

### Retraite et souvenirs

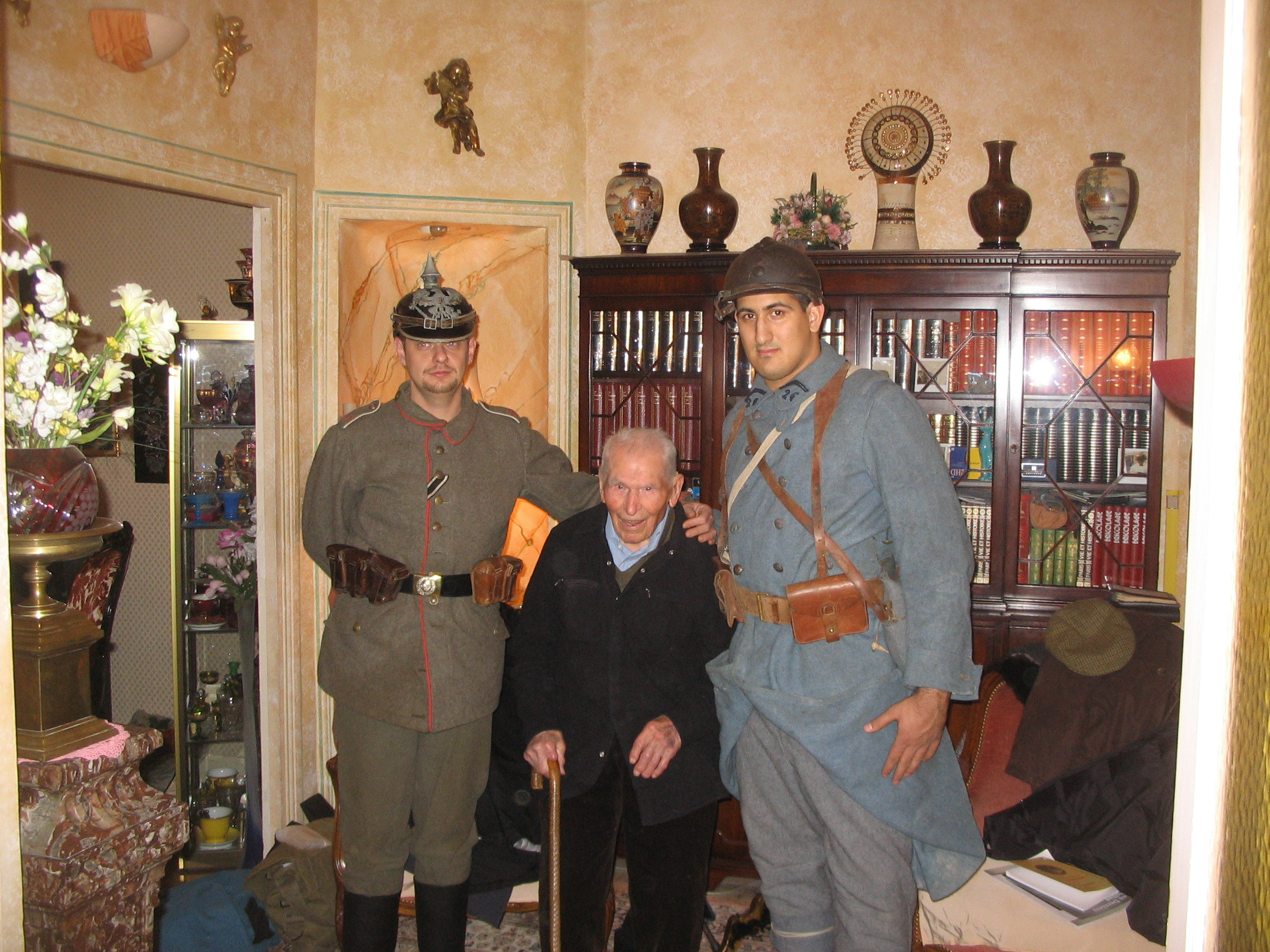
Lazare Ponticelli en 2006.

Comme beaucoup de poilus, Lazare Ponticelli ne  parle pas de ce qu'il a vécu lors de la Première Guerre mondiale. Ce n'est que dans ses dernières années qu'il accepte de témoigner dans des écoles et auprès de journalistes. Il dénonce l'absurdité de cette guerre : 

« Cette guerre, on ne savait pas pourquoi on la faisait. On se battait contre des gens comme nous… »

« On ne voulait pas faire la guerre, on nous a obligés à la faire sans qu'on sache pourquoi. »

En effet, toute désobéissance conduisait au mieux « de Verdun à Cayenne », au pire valait le peloton d'exécution : 

« On se battait, on ne se connaissait pas. On se tue, on ne se connait pas. Pourquoi ? »

Retraité à la fin des années 1950, il achète une maison visible encore au 2, boulevard Armand Audibert à Sausset-les-Pins (Bouches-du-Rhône), où il joue d'interminables parties de belote avec tous ses amis au Cercle Saint-Pierre qui existe depuis 1861.
Entre le 20 janvier 2008 et le 12 mars 2008, il est le dernier poilu vivant, après la mort de Louis de Cazenave. Comme ce dernier, il a manifesté son opposition à avoir des obsèques nationales. En 2005, le Haut conseil de la mémoire combattante, présidé par le président de la République, a décidé que seraient organisées des obsèques de portée nationale pour le dernier combattant de 1914-1918 et que celui-ci serait enterré au Panthéon.

Lazare Ponticelli a déclaré : 

« Je refuse ces obsèques nationales. Ce n'est pas juste d'attendre le dernier poilu. C'est un affront fait à tous les autres, morts sans avoir eu les honneurs qu'ils méritaient. On n'a rien fait pour eux. Ils se sont battus comme moi. Ils avaient droit à un geste de leur vivant… Même un petit geste aurait suffi. »

Il estime que le travail de mémoire arrive trop tard. « On s'en est foutu un peu. Il a fallu que ce soit Chirac qui commence à bouger quand on n'était plus nombreux et qu'on était fatigués. » Sa fille a indiqué que si elle pouvait accepter une cérémonie nationale simple dédiée aux morts de la Première Guerre mondiale, elle exigeait que son père soit enterré dans le caveau familial.
Le 11 novembre 2007, il assiste à ses dernières commémorations de l'Armistice dans sa ville du Kremlin-Bicêtre et, le 16 décembre 2007, il est reçu à la Cité nationale de l'histoire de l'immigration à Paris pour célébrer ses 110 ans. Lazare Ponticelli et ses frères d'armes s'étaient juré sur le front que les survivants iraient rendre hommage aux morts. Le 1er janvier 2008, meurt à 107 ans Erich Kästner, le dernier vétéran allemand de la Grande Guerre, qui est inhumé sans cérémonie.
Le 20 janvier 2008, jour du décès de Louis de Cazenave, Lazare Ponticelli devient donc l'ultime poilu français encore en vie. Le 23 janvier 2008, il accepte des obsèques nationales mais à condition que celles-ci soient simples, dédiées à tous les morts de la Première Guerre mondiale. Cependant, il refuse l'inhumation au Panthéon et souhaite être enterré auprès des siens.
Il meurt le 12 mars 2008 au Kremlin-Bicêtre dans le Val-de-Marne en France à l'âge de 110 ans. L'annonce de sa mort est faite par la présidence de la République française, depuis l'Élysée.

### Obsèques
Lazare Ponticelli reçoit des obsèques nationales aux Invalides le 17 mars 2008 en présence du président de la République, Nicolas Sarkozy, de l'ancien président Jacques Chirac, des présidents des deux assemblées, du Premier ministre François Fillon, des principaux membres du gouvernement français, ainsi que du ministre italien de la Défense.
Son cercueil est porté par onze légionnaires du 3e régiment étranger d'infanterie, héritier du 4e régiment de marche de la Légion étrangère où a servi Lazare Ponticelli. Après la messe célébrée en l'église Saint-Louis des Invalides, les honneurs militaires lui sont rendus dans la cour d'honneur par la Légion étrangère et un détachement d'Alpini, les chasseurs alpins italiens dans lesquels il a également servi à partir de 1915.
L'historien Max Gallo prononce l'éloge funèbre du dernier poilu : « Homme de paix, modeste et héroïque […] Italien de naissance et Français de préférence, » en se référant à l'œuvre de Primo Levi, à Se questo è un uomo, d'où il a tiré les phrases initiant et terminant son discours.

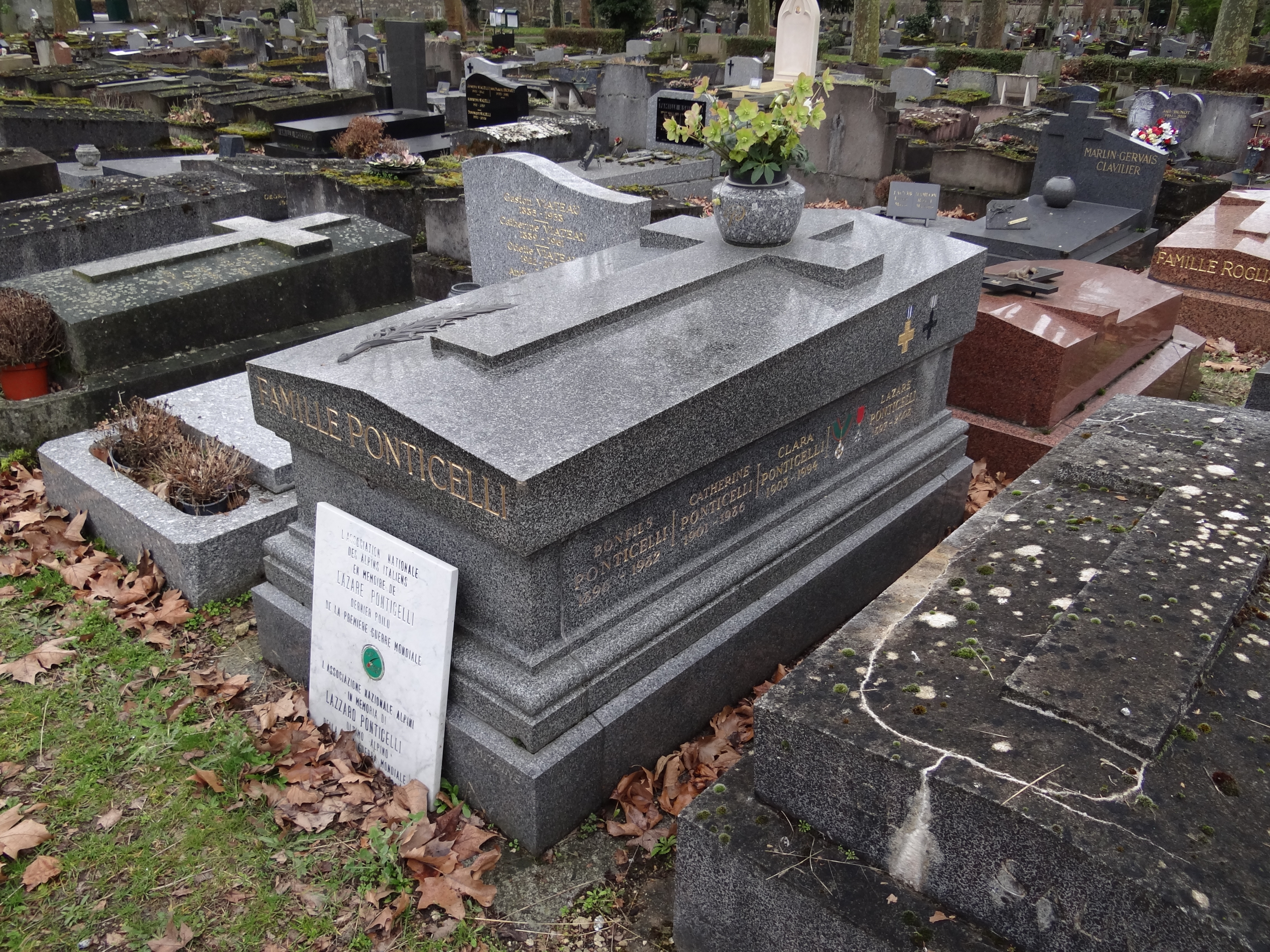
La tombe de Lazare Ponticelli au cimetière parisien d'Ivry (Val-de-Marne).

Lazare Ponticelli est ensuite inhumé, dans l'intimité, dans le caveau familial au cimetière parisien d'Ivry-sur-Seine (Division 41). En France, il a été demandé qu'une minute de silence soit observée dans les administrations et que les drapeaux soient mis en berne à 11 h 0, heure de la cérémonie.

L'après-midi, lors d'une cérémonie nationale dédiée à l'ensemble des anciens combattants de la Première Guerre mondiale, le président de la République dévoile une plaque commémorative dans la cour du dôme des Invalides, non loin du tombeau du maréchal Foch. Il y est inscrit : 

« Alors que disparaît le dernier combattant français de la Première Guerre mondiale, la Nation témoigne sa reconnaissance envers ceux qui ont servi sous ses drapeaux en 1914-1918. La France conserve précieusement le souvenir de ceux qui restent dans l'Histoire comme les Poilus de la Grande guerre. »

## Distinctions
Lazare Ponticelli a été décoré par la France et l'Italie mais il n'aimait pas porter ses médailles. 
Il a notamment reçu les décorations suivantes : 
- Chevalier de la Légion d'honneur (6 février 1996)[19]
- Croix du combattant
- Insigne des blessés militaires
- Médaille interalliée de la Victoire
- Chevalier de l'Ordre de Vittorio Veneto (Italie)
- Croix du Mérite de guerre (Italie)

## Notoriété

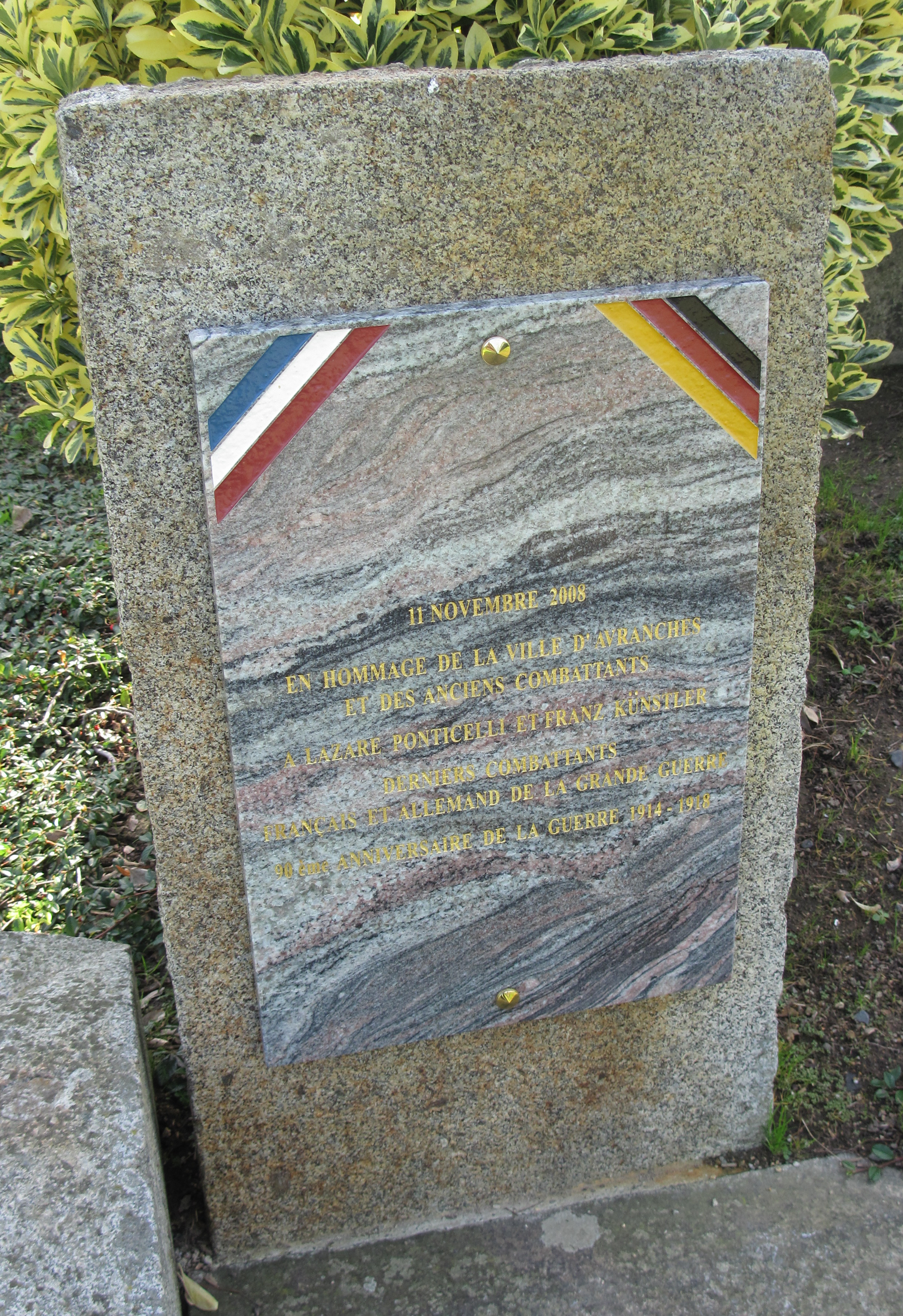
Plaque commémorative dédiée à Lazare Ponticelli et à Franz Künstler à Avranches.

Une place à Nogent-sur-Marne (2012) et une avenue à Gretz-Armainvilliers (Seine-et-Marne) portent son nom.
La rue où se trouve le musée de la Grande Guerre à Meaux porte également son nom.
À Avranches, le 11 novembre 2008 est dévoilée une plaque commémorative dédiée à Lazare Ponticelli et à Franz Künstler. Cette plaque qui porte les couleurs nationales de la France et de l'Allemagne décrit Künstler comme un « combattant allemand », alors qu'il faisait partie des forces armées d'Autriche-Hongrie.
Un lycée professionnel, sis 92-96, rue Barrault, dans le 13e arrondissement de Paris, porte le nom lycée Lazare-Ponticelli.
Un rond-point à Vitrolles porte le nom de Lazare Ponticelli avec une plaque commémorative.
Un jardin d'enfant à Sausset-les-Pins porte le nom de Lazare Ponticelli.
La rue de Verdun du Kremlin-Bicêtre a été rebaptisée rue de Verdun-Lazare Ponticelli.
La rue des Poilus de Roncq a une plaque commémorative en hommage à Lazare Ponticelli.

## Écrits
- Lazare Ponticelli, Ponticelli Frères : les premières années : trois frères, une entreprise, Ville du Kremlin-Bicêtre, Le Kremlin-Bicêtre, 2005, 177 p. + 12 p. d'illustrations  (ISBN 2-9525364-0-6)

## Vidéographie
- Frères d'armes - Lazare Ponticelli, série Frères d'armes, film-portrait raconté par Mouss Amokrane, co-réalisé par Pascal Blanchard et Rachid Bouchareb 2016, 2 minutes [voir en ligne].